# Smáralind
Smáralind [ˈsmauːraˌlɪnt] ist ein Einkaufszentrum in Kópavogur in Island. Mit über 90 Läden, Restaurants und anderen Dienstleistungen unter einem Dach ist es das größte in Island. Das Zentrum wurde am 10. Oktober 2001 eröffnet. Es liegt in der Nähe der isländischen Hauptstadt Reykjavík (im sogenannten „Hauptstadtgebiet“) und konkurriert mit dem Einkaufszentrum Kringlan und den Läden in der Innenstadt von Reykjavík. Zu Smáralind gehört auch ein Multiplex-Kino. 2008 wurde in der unmittelbaren Nachbarschaft des Einkaufszentrums der Smáratorg-Turm, das höchste Gebäude von Island, eröffnet.

## Bildergalerie

Smáralind (2008)
Smáralind (2008)